# Schrankia simplex
Schrankia simplex är en fjärilsart som beskrevs av Butler. Schrankia simplex ingår i släktet Schrankia och familjen nattflyn. Inga underarter finns listade.